# VV 166
VV 166 è un gruppo di galassie compatto, sottogruppo all'interno del più grande gruppo NGC 68, situato nella costellazione di Andromeda.

## Orientamento
Tre componenti del gruppo formano un triangolo equilatero, la spirale NGC 70, l'ellittica NGC 68 e la lenticolare NGC 71. Si suppone che NGC 68 non faccia parte attualmente del gruppo, potendo trattarsi di un allineamento, dal momento che si trova a 20 Megaparsec dalla galassia centrale NGC 70. Pare che NGC 70 e NGC 71, interagiscano. Altro membro del gruppo è la spirale barrata NGC 72.

## Lista
| Galassia | Tipo                  | Note |       |
| -------- | --------------------- | --- | ----- |
| NGC 70   | spirale (non barrata) | Galassia gigante spirale, due volte le dimensioni della Via Lattea, con bracci di spirale formati da stelle blu e un nucleo attivo, che indica l'interazione con NGC 71. | [ 2 ] |
| NGC 71   | lenticolare           | Mostra segni di interazione con NGC 70. | [ 2 ] |
| NGC 72   | spirale barrata       | | [ 2 ] |
| NGC 68   | ellittica             | Si sospetta che non sia un componente di VV 166, a causa della distanza dagli altri membri.                                                                              | [ 2 ] |